# Jack Webb
Pour les articles homonymes, voir Webb.
Ne doit pas être confondu avec Jack Webb (1916-2008), écrivain américain, auteur de roman policier.
John Randolph Webb, dit Jack Webb, né le 2 avril 1920 à Santa Monica, Californie (États-Unis) et mort le 23 décembre 1982 à West Hollywood (Californie), est un acteur, producteur, réalisateur et scénariste américain.

## Filmographie

### comme acteur
- 1932 : Three on a Match : Boy in schoolyard
- 1937 : Capital Punishment (TV) : The Prisoner
- 1948 : Le Balafré (Hollow Triumph) de Steve Sekely : Bullseye
- 1948 : Il marchait dans la nuit (He Walked by Night) d'Alfred L. Werker et Anthony Mann : Lee
- 1949 : Sword in the Desert : Hoffman
- 1950 : C'étaient des hommes (The men) : Norm
- 1950 : Boulevard du crépuscule (Sunset Blvd.) : Artie Green
- 1950 : La Main qui venge (Dark City) : Augie
- 1950 : Okinawa (Halls of Montezuma) : Sgt. Dickerman (correspondent)
- 1951 : You're in the Navy Now : Ens. Anthony Barbo
- 1951 : Échec au hold-up (Appointment with Danger) : Joe Regas
- 1954 : La police est sur les dents (en) (Dragnet) de Jack Webb : Sgt. Joe Friday
- 1955 : Le Gang du blues (Pete Kelly's Blues) : Pete Kelly
- 1957 : The D.I. : Sgt. Jim Moore
- 1959 : -30- : Sam Gatlin
- 1961 : A Force in Readiness : On-Camera Narrator
- 1961 : The Last Time I Saw Archie : Bill Bowers
- 1962 : The Commies Are Coming, the Commies Are Coming : On-Camera Narrator
- 1968 : Patrol Dogs of the United States Air Force : Narrator
- 1969 : Dragnet 1966 (TV) : Sgt. Joe Friday
- 1971 : O'Hara, U.S. Treasury (TV) : Narrator
- 1978 : Project U.F.O. (série télévisée) : Announcer

### comme producteur
- 1951 : Badge 714 ("Dragnet") (série télévisée)
- 1955 : Le Gang du blues (Pete Kelly's Blues)
- 1956 : Noah's Ark (série télévisée)
- 1957 : The D.I.
- 1957 : People (TV)
- 1964 : 77 Sunset Strip
- 1959 : Le Gang du blues (Pete Kelly's Blues) (série télévisée)
- 1959 : -30-
- 1961 : The Last Time I Saw Archie
- 1962 : The Commies Are Coming, the Commies Are Coming
- 1962 : G.E. True (série télévisée)
- 1963 : Temple Houston (série télévisée)
- 1963 : The Man from Galveston
- 1967 : Dragnet 1967 (série télévisée)
- 1968 : Auto-patrouille (Adam-12) (série télévisée)
- 1969 : Dragnet 1966 (TV)
- 1969 : D.A.: Murder One (TV)
- 1971 : D.A.: Conspiracy to Kill (TV)
- 1971 : O'Hara, U.S. Treasury (TV)
- 1971 : The D.A. (série télévisée)
- 1972 : Emergency! (série télévisée)
- 1972 : Hec Ramsey (série télévisée)
- 1973 : Chase (série télévisée)
- 1974 : The Rangers (TV)
- 1975 : The Log of the Black Pearl (TV)
- 1975 : Mobile Two (TV)
- 1975 : Mobile One (série télévisée)
- 1978 : Project U.F.O. (série télévisée)
- 1978 : Sam (série télévisée)
- 1978 : Little Mo (TV)

### comme réalisateur
- 1954 : La Police est sur les dents (en)
- 1955 : Le Gang du blues (Pete Kelly's Blues)
- 1956 : Noah's Ark (série télévisée)
- 1957 : The D.I.
- 1959 : Le Gang du blues (Pete Kelly's Blues) (série télévisée)
- 1959 : -30-
- 1961 : The Last Time I Saw Archie
- 1967 : Dragnet 1967 (série télévisée)
- 1968 : Auto-patrouille (Adam-12) (série télévisée)
- 1969 : Dragnet 1966 (TV)
- 1971 : O'Hara, U.S. Treasury (TV)
- 1971 : The D.A. (série télévisée)
- 1972 : Emergency! (TV)
- 1973 : Chase (TV)
- 1978 : Project U.F.O. (série télévisée)